# Amber Rose
Amber Rose, nome artístico de  Amber Levonchuck (Filadélfia, 21 de outubro de 1983) é uma modelo, cantora, atriz e socialite americana. Ela é mais conhecida por seu relacionamento com o rapper Kanye West, e em fevereiro de 2012, com o rapper Wiz Khalifa. Rose já posou para várias grifes mundialmente conhecidas, como Calvin Klein, e para um anúncio da Louis Vuitton, apresentando a nova linha Lamon Coleman de tênis.

## Biografia
Amber Rose é descendente de italianos e cabo-verdianos.
Em setembro de 2009, Rose anunciou planos para lançar sua própria linha de óculos. Ela entrou na passarela no New York Fashion Week para "Celestino".
Rose também fez participações especiais em vídeos de música como em "Massive Attack" da Nicki Minaj, "What Them Girls Like" do Ludacris, "Vacation" de Young Jeezy, "You Be Kill'Em" de Fabolous.
Em 2010, ela apareceu no 'reality show' de Russell Simmons, "Correndo com Russell Simmons". Ela também estrelou em um PSA pela Campanha NOH8. Em 2011, Amber Rose foi convidada para ser jurada na 3ª Temporada de "RuPaul's Drag Race". Ela também foi jurada  na 2ª Temporada de "Master Of Mix".
Em novembro de 2011, Amber se tornou a porta-voz da Smirnoff, aparecendo em comerciais de TV e outdoors, para novos sabores da empresa de bebidas.

## Carreira Musical
Rose lançou seu single de estreia, "Fame", com participação de Wiz Khalifa, em 10 janeiro de 2012, seguido por seu segundo single, intitulado "Loaded", lançado em 6 de fevereiro de 2012.
Amber e Wiz Khalifa se separaram.